# Тутовая щитовка
Тутовая щитовка, или белая сливовая щитовка (лат. Pseudaulacaspis pentagona) — вид щитовок (Diaspididae). Опасный вредитель многих плодовых (персиков, сливы, вишни), декоративных и лесных культур. Карантинный объект. 

## Распространение
Родиной считаются Китай, Корея и Япония. В настоящее время с помощью посадочного материала (саженцев и черенков) распространилась на всех континентах: Европа, Азия, Австралия, Африка, Северная и Южная Америка. На территории бывшего СССР впервые была обнаружена в 1933 году в Сухуми (Абхазия) и в 1934 году в Батуми (Аджария, Грузия). В России отсутствует, но в литературе приводились отдельные случаи нахождения в Адыгеи (Balachowsky, 1954) и на Сахалине (Nakahara, 1982), но последнее, видимо, ошибочно.

## Описание
Самки бескрылые, тело овальной формы беловато-жёлтого и красновато-розового цвета, длина от 2,0 до 2,5 мм. Длина тела взрослых самцов 0,7 мм, размах их крыльев до 1,4 мм. Развиваются на деревьях и кустарниках. Самки откладывают от 100 до 200 яиц. Зимуют самки. В год бывает до 3 поколений (в Китае — до 5).

## Вредность
Повреждения наносятся растениям в процессе питания личинками и самками. Они с помощью длинного хобота высасывают клеточный сок, что вызывает отмирание сосудов флоэмы и нарушает нисходящее сокодвижение, а это, в свою очередь, ведет к патологическим изменениям в тканях и приводит к ослаблению растений. Ветви заселенных растений заблаговременно теряют пластичность; у них нарушается естественный процесс образования тканей. Вследствие роста новых тканей увеличивается внутреннее давление, что приводит сначала к продольному, а затем - к поперечному растрескиванию мертвой коры. Появление многих трещин усиливает транспирацию и открывает путь для проникновения патогенных микроорганизмов. Поврежденные плоды не развиваются до обычных размеров и покрываются пятнами. При этом снижается товарная ценность и урожай.
Самки и личинки заселяют побеги, ветви и стволы деревьев. При высокой плотности популяции стволы и ветви, особенно толстые, в верхней части покрываются сплошным слоем щитков самок, а в нижней части - самцов. На молодых побегах поселяются только самцы, самки предпочитают стволы и толстые ветви. Нимфы самцов имеют белые, удлиненные, с двумя продольными желобками щитки, с одной белой прозрачной личиночной шкуркой, расположенной в головном конце щитка.
Вредоносность вида зависит от многих факторов, среди которых - соотношение самцов и самок. Когда в популяции преобладают самцы, то вред растениям - относительно небольшой, даже в случае сплошного покрытия ветвей и стволов слоем коконов. В случае преобладания в популяции самок степень повреждений очень существенная - наблюдается усыхание ветвей и целых растений.